# ATC (B01)
Jest to część klasyfikacji anatomiczno-terapeutyczno-chemicznej:
- B – Krew i układ krwiotwórczy
  - B 01 – Leki przeciwzakrzepowe
  - B 02 – Leki przeciwkrwotoczne
  - B 03 – Leki stosowane w niedokrwistości
  - B 05 – Preparaty krwiozastępcze i roztwory do wlewów
  - B 06 – Inne leki hematologiczne

## B 01 A – Leki przeciwzakrzepowe
- B 01 AA – Antagonisty witaminy K
  - B 01 AA 01 – dikumarol
  - B 01 AA 02 – fenindion
  - B 01 AA 03 – warfaryna
  - B 01 AA 04 – fenprokumon
  - B 01 AA 07 – acenokumarol
  - B 01 AA 08 – etylobiskumacetat
  - B 01 AA 09 – kloryndion
  - B 01 AA 10 – difenadion
  - B 01 AA 11 – tioklomarol
  - B 01 AA 12 – fluindion
- B 01 AB – Heparyna i pochodne
  - B 01 AB 01 – heparyna
  - B 01 AB 02 – antytrombina
  - B 01 AB 04 – dalteparyna
  - B 01 AB 05 – enoksaparyna
  - B 01 AB 06 – nadroparyna
  - B 01 AB 07 – parnaparyna
  - B 01 AB 08 – rewiparyna
  - B 01 AB 09 – danaparoid
  - B 01 AB 10 – tinzaparyna
  - B 01 AB 11 – sulodeksyd
  - B 01 AB 12 – bemiparyna
  - B 01 AB 51 – heparyna w połączeniach
- B 01 AC – Leki hamujące agregację płytek, z wyłączeniem heparyny
  - B 01 AC 01 – ditazol
  - B 01 AC 02 – klorykromen
  - B 01 AC 03 – pikotamid
  - B 01 AC 04 – klopidogrel
  - B 01 AC 05 – tiklopidyna
  - B 01 AC 06 – kwas acetylosalicylowy
  - B 01 AC 07 – dipirydamol
  - B 01 AC 08 – karbasalat wapnia
  - B 01 AC 09 – prostacyklina
  - B 01 AC 10 – indobufen
  - B 01 AC 11 – iloprost
  - B 01 AC 13 – abcyksymab
  - B 01 AC 15 – aloksypryna
  - B 01 AC 16 – eptyfibatyd
  - B 01 AC 17 – tyrofiban
  - B 01 AC 18 – triflusal
  - B 01 AC 19 – beraprost
  - B 01 AC 21 – treprostynil
  - B 01 AC 22 – prasugrel
  - B 01 AC 23 – cylostazol
  - B 01 AC 24 – tikagrelor
  - B 01 AC 25 – kangrelor
  - B 01 AC 26 – worapaksar
  - B 01 AC 27 – seleksypag
  - B 01 AC 28 – limaprost
  - B 01 AC 30 – połączenia
  - B 01 AC 56 – kwas acetylosalicylowy i esomeprazol
- B 01 AD – Enzymy
  - B 01 AD 01 – streptokinaza
  - B 01 AD 02 – alteplaza
  - B 01 AD 03 – anistreplaza
  - B 01 AD 04 – urokinaza
  - B 01 AD 05 – fibrynolizyna
  - B 01 AD 06 – brynaza
  - B 01 AD 07 – reteplaza
  - B 01 AD 08 – saruplaza
  - B 01 AD 09 – ankrod
  - B 01 AD 10 – drotrekogina alfa (aktywowana)
  - B 01 AD 11 – tenekteplaza
  - B 01 AD 12 – białko C
  - B 01 AD 12 – apadamtaza alfa i cinaksadamtaza alfa
- B 01 AE – Bezpośrednie inhibitory trombiny
  - B 01 AE 01 – dezyrudyna
  - B 01 AE 02 – lepirudyna
  - B 01 AE 03 – argatroban
  - B 01 AE 04 – melagatran
  - B 01 AE 05 – ksymelagatran
  - B 01 AE 06 – biwalirudyna
  - B 01 AE 07 – eteksylat dabigatranu
- B 01 AF – Bezpośrednie inhibitory czynnika Xa
  - B 01 AF 01 – rywaroksaban
  - B 01 AF 02 – apiksaban
  - B 01 AF 03 – edoksaban
  - B 01 AF 04 – betryksaban
  - B 01 AF 51 – rywaroksaban i kwas acetylosalicylowy
- B 01 AX – Inne leki przeciwzakrzepowe
  - B 01 AX 01 – defibrotyd
  - B 01 AX 04 – siarczan dermatanu
  - B 01 AX 05 – fondaparynuks
  - B 01 AX 07 – kaplacyzumab